# Koreaki Kamei
Koreaki Kamei (亀井 茲明, Kamei Koreaki, 22. července 1861 – 18. července 1896) byl významný japonský fotograf a jeden z prvních japonských válečných fotografů. Studoval v Anglii a v Německu a je známý svými fotografiemi z První čínsko-japonské války.

## Životopis
V roce 1871 odešel v 11 letech ke dvoru a sloužil jako číšník císaře Meidžiho. V roce 1875 jej adoptoval Mamoru Kamei, který neměl žádné děti. Po vstupu do rodiny Kamei byl velmi ovlivněn učencem z klanu Tsuwano, západním učencem, který rozhodl o jeho životě. V roce 1877 studoval v Anglii, která byla v té době na svém vrcholu, a vystudoval kurz na University of London. O tři roky později se v roce 1883 vrátil do Japonska a pracoval pro Mijaučiho. Následující rok se stal vikomtem a v roce 1886 odešel studovat do Německé říše v Berlíně. V prvním roce se naučil německy a současně se velmi zajímal o umění a dělal výlety po celé Evropě. Při cestách nasbíral 16 000 položek, takových jako například obarvené látky, tapety, umělecké předměty, atd. Psal umělecké teorie a studoval vztah mezi uměním a státem. Navštívil Světovou výstavu v Paříži z roku 1889.
Poté, co se vrátil do Japonska, formuloval obchodní politiku „Sansaku“ (založení umělecké školy, muzea, vydávání knih) týkající se státu a současného stavu a pokusil se ji uvést do praxe, ale myšlenka selhala kvůli požáru.
Když v roce 1894 vypukla čínsko-japonská válka, podal žádost o vojenskou službu jako fotograf na hlavním velitelství, uspořádal fotografickou skupinu a stal se prvním japonským vojenským fotografem a pracoval až do května 1895. V této kampani bylo pořízeno více než 300 fotografií a císaři éry Meidži byla představena „Kniha fotografií Meidži 278“.
Zemřel ve věku 34 let v červenci 1896, když se mu zhoršilo zdraví kvůli utrpení na bojišti.

## Galerie

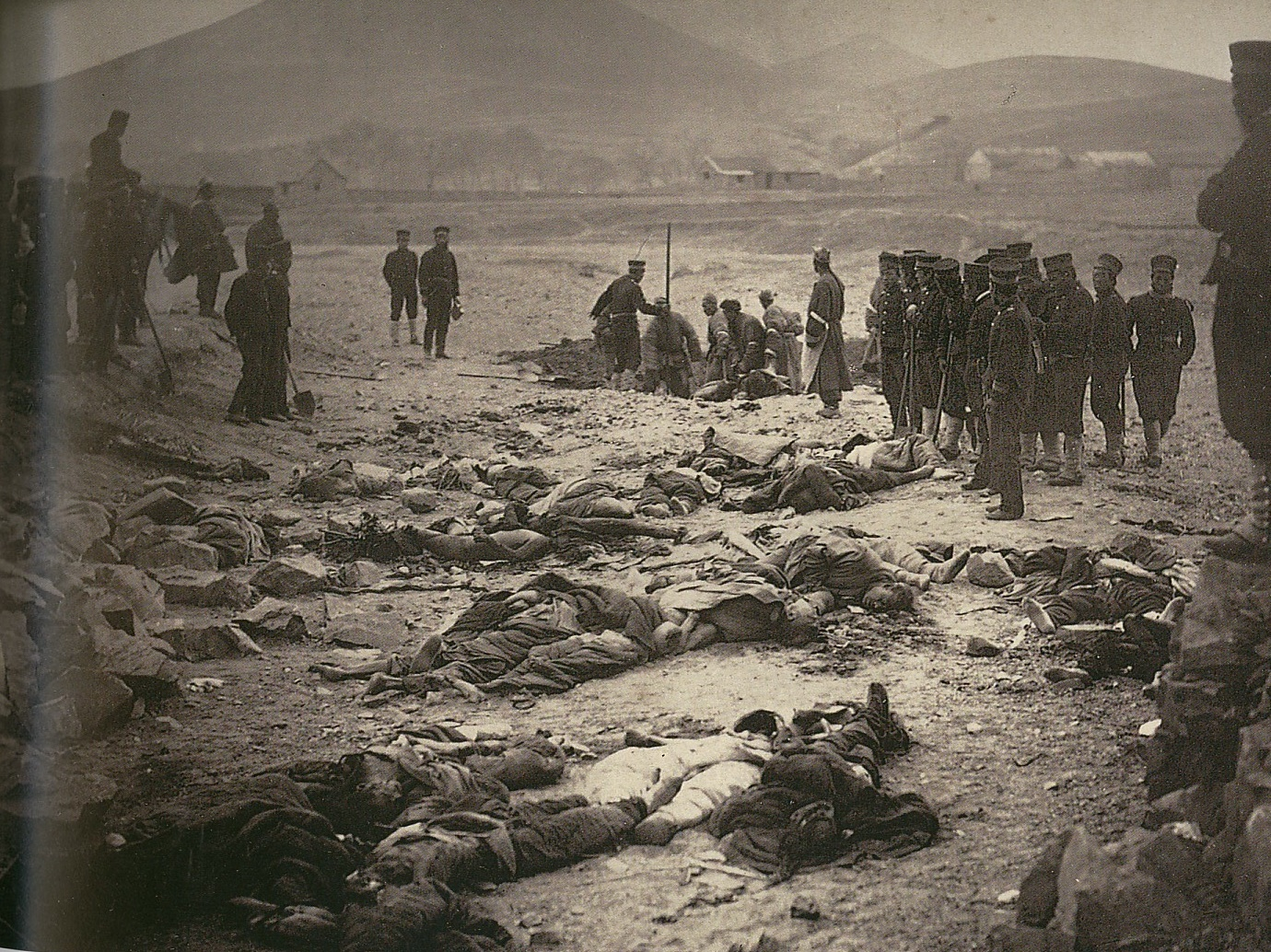
Pohřbívání mrtvého nepřítele, Port Arthur, 1894-95